# Margaret Hasluck
Margaret Masson Hardie Hasluck M.B.E. (1944) (18 iunie 1885 – 18 octombrie 1948) a fost o geografă, lingvistă, epigrafă, arheolog și cărturar scoțian.

## Biografie
Margaret Hasluck, născută Margaret Hardie, a urmat studii clasice la Universitatea din Aberdeen, pe care le-a terminat în anul 1907, urmând, mai apoi, până în anul 1911, studiile la Cambridge. Cu toate acestea, nu a putut primi o diplomă universitară, deoarece Cambridge nu a acordat așa ceva femeilor decât începând cu anul 1948. Mai departe, Hasluck a studiat la Școala Britanică din Atena și a făcut muncă de teren la Antiohia Pisidiei, cu publicarea studiului „The Shrine of Men Askaenos at Pisidian Antioch"„ și „Dionysos at Smyrna”. S-a căsătorit cu Frederick William Hasluck, Director adjunct al Școlii Britanice la Atena, cu care și-a petrecut luna de miere în Konya. Mai apoi, având ca punct de plecare Atena, cuplul a călătorit prin toată Turcia și Balcani. În anul 1916, Frederick contactează tuberculoza și moare patru ani mai târziu, în Elveția. Prin urmare, Hardie-Hasluck se mută în Anglia cu intenția de a edita cărțile soțului ei.
Hasluck a călătorit apoi prin Albania, unde a întreprins cercetări antropologice în Macedonia, făcându-și din Elbasan casă pentru 13 ani; aceasta a făcut-o cunoscută printre albanezi, a publicat numeroase articole, printre care se numără și o primă gramatică și carte de citire anglo-albaneză. Din cauza serviciului de spionaj pe care l-a făcut în timpul Primului război mondial, aceasta a fost obligată să părăsească Albania odată cu anexarea țării de către italieni în 1939, mutându-se la Atena. La momentul în care Atena a devenit nesigură, s-a mutat la Istanbul, unde a ocupat funcția de oservator și consilier al Serviciului de Informații a Guvernului Britanic cu privire la situația albaneză; după aceasta, a plecat la Cairo. În anul 1945 a fost diagnosticată cu leucemie, s-a mutat în Cipru, pentru ca mai târziu să se mute la Dublin, acolo unde a murit în data de 18 octombrie 1948.

## Cărți editate
- Athos and its Monasteries, 1924
- Letters on Religion and Folklore, 1926
- F. W. Hasluck, Christianity and Islam under the Sultans, 1929